# نوح، سنان‌پاشا
نوح (به ترکی استانبولی: Nuh) یک منطقهٔ مسکونی در ترکیه است که در سنان‌پاشا واقع شده‌است.